# 石川芳太郎
石川 芳太郎（いしかわ よしたろう、1888年（明治21年）5月17日 - 没年不詳）は、日本の内務官僚。

## 経歴
茨城県河内郡、のちの稲敷郡生板村（河内村を経て現河内町）出身。1914年（大正3年）、東京帝国大学法科大学仏法科を卒業し、高等文官試験に合格した。福島県理事官、内務事務官・地方局勤務、社会局事務官・書記官、青森県書記官・内務部長、北海道庁警察部長、三重県書記官・内務部長、熊本県書記官・内務部長を歴任。1932年（昭和7年）、新潟県書記官・内務部長となり、1935年（昭和10年）に退官した。
退官後は1939年（昭和14年）まで京都市助役を務めた。